# Callambulyx eversmannii
Callambulyx eversmannii är en fjärilsart som beskrevs av Eduard Friedrich Eversmann 1854. Callambulyx eversmannii ingår i släktet Callambulyx och familjen svärmare. Inga underarter finns listade i Catalogue of Life.